# Península Chongar

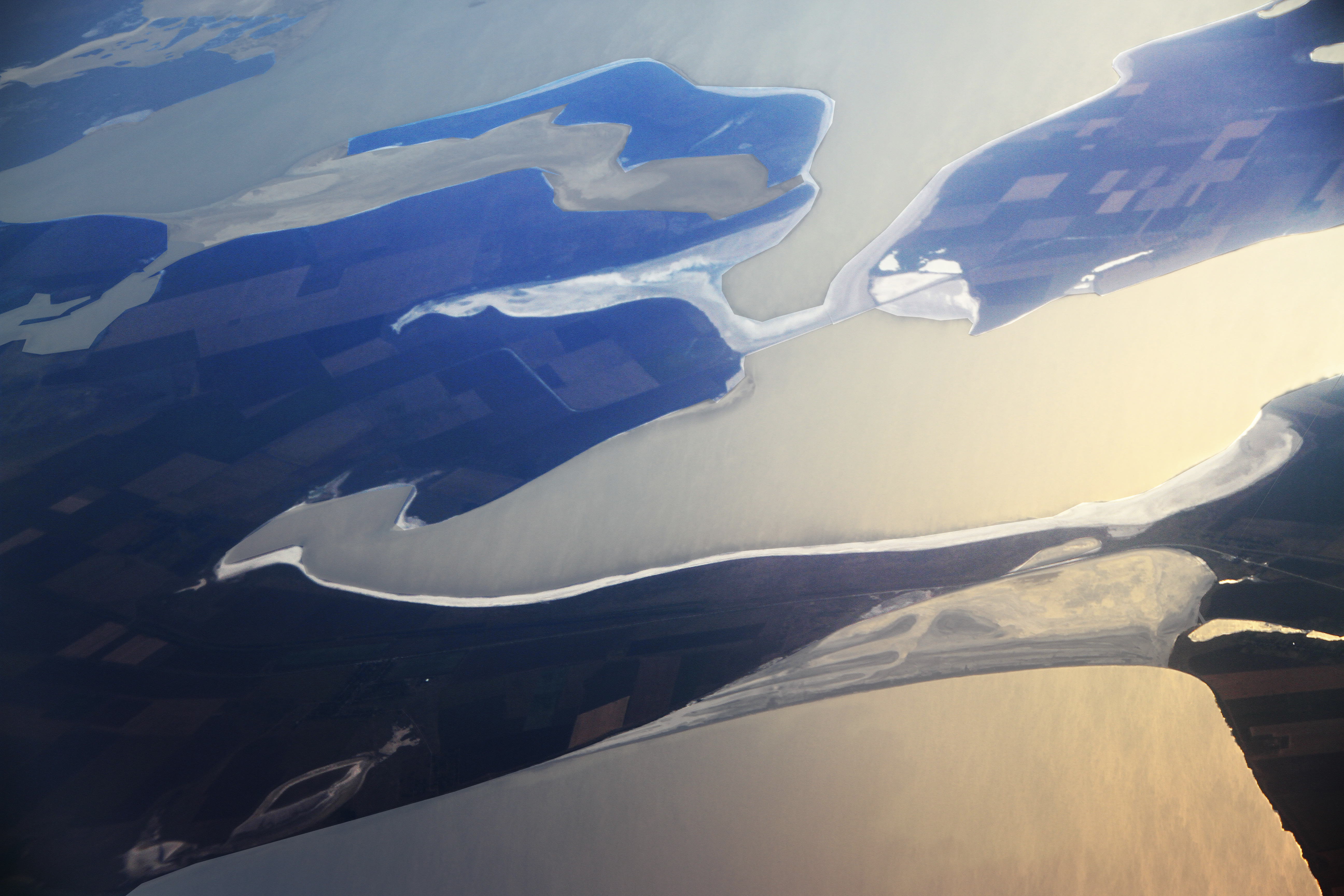
Península de Chohgar. Vista desde una altitud de 12000 m.

La península Chongar o península Chonhar es una península situada en la parte norte del mar de Syvach. En ella se encuentra la localidad de Chongar del óblast de Jersón, Ucrania.
La península forma parte del óblast de Jersón continental, pero está conectada mediante puentes y presas con la península de Crimea, y está atravesada por una de las tres carreteras que unen Crimea con Europa continental.